# 中华人民共和国最高人民检察院反贪污贿赂总局
中华人民共和国最高人民检察院反贪污贿赂总局（简称：反贪污贿赂总局、反贪总局）是中华人民共和国最高人民检察院已撤销的内设机构。于1995年成立，负责立案侦查贪污贿赂和巨额财产来源不明案件。2018年深化党和国家机构改革后撤销，职能并入中华人民共和国国家监察委员会。

## 历史沿革
1951年11月，原中共天津地委书记刘青山、天津地区专员张子善利用职权，勾结奸商贪污和非法骗取、挪用公款171亿元（旧币）案发。河北省人民检察署检察长孙光瑞担任组长的办案组，负责刘青山、张子善贪污案的侦讯工作，经过两个月零20天的侦查、起诉，刘青山、张子善被法院判处死刑。这是中华人民共和国成立后，第一例高级别官员重大贪污案，也是检察机关反贪污贿赂工作的重要历史篇章。
中华人民共和国成立初期，依照《中华人民共和国惩治贪污条例》的规定，各级检察机关参加了三反五反运动的案件核实定案工作，保障了《中华人民共和国惩治贪污条例》的正确实施。1962年11月30日，最高人民法院、最高人民检察院、公安部《关于公、检、法三机关受理普通刑事案件的职责范围的试行规定》发布，其中规定，“属于国家机关工作人员、基层干部和企业的职工中贪污、侵吞公共财产、侵犯人身权利等严重行为，已经构成犯罪需要依法处理的，由检察机关受理，提起公诉，法院审理判决。”
1978年，中华人民共和国恢复设立检察机关。1979年下半年，最高人民检察院设立最高人民检察院经济检察厅，地方各级检察院也先后设置经济检察机构，对贪污贿赂、偷税抗税、假冒商标等经济犯罪开展检察工作。1982年6月，最高人民检察院法纪检察厅与经济检察厅合并，设置最高人民检察院法纪经济检察厅（即最高人民检察院二厅），检察机关的职务犯罪侦查工作全部交由该厅负责。1988年8月，最高人民检察院决定将法纪检察厅和经济检察厅分设，最高人民检察院经济检察厅再次独立建制。1982年，全国人大常委会作出《关于严惩严重破坏经济的罪犯的决定》以后，各级检察院重点打击严重经济犯罪活动。1988年，全国人大常委会通过《关于惩治贪污罪贿赂罪的补充规定》，第一次在单行刑法中把贪污贿赂犯罪规定为一类犯罪。 
1989年起，反贪污贿赂工作不断获得加强。1989年8月12日，最高人民检察院经济检察厅更名为最高人民检察院贪污贿赂检察厅。1989年，中华人民共和国办理贪污贿赂案件58926件，占此前10年办理贪污贿赂案件总数的三分之一以上。
1989年8月18日，广东省人民检察院反贪污受贿工作局挂牌成立，成为中华人民共和国检察机关第一个反贪局。该局是仿照香港廉政公署设立。截至1990年3月，中华人民共和国共有14个省级检察院、55个地市级检察院、100余个县区级检察院成立了反贪局。
1995年3月，在全国政协八届三次会议上，5位来自各民主党派的最高人民检察院特约检察员黄景钧、温崇真、徐萌山、司徒擎、郭正谊联名提出《关于尽快在最高人民检察院设置反贪污贿赂总局的提案》，被确定为“政协八届三次会议提案第1263号”。提案由黄景钧执笔。该提案被转送中央机构编制委员会。4月12日，中央机构编制委员会办公室回函称：“完全赞同您的建议。”回函还说：“最近，在与最高人民检察院机构协商其机构改革方案时，我们拟同意最高人民检察院设置反贪污贿赂检察厅，对外称反贪污贿赂总局，其主要任务是负责对全国反贪污、贿赂、挪用公款、巨额财产不明、境外存款隐瞒不报等经济犯罪案件侦查，直接立案侦查全国性重大贪污、贿赂等经济犯罪案件；组织、协调、指挥跨省市的重特大经济犯罪案件的侦查和个案协查工作等。” 
1995年11月10日，最高人民检察院反贪污贿赂总局挂牌成立，该局是最高人民检察院贪污贿赂检察厅对外更名而成，对内仍称最高人民检察院贪污贿赂检察厅。地方各级人民检察院贪污贿赂检察部门随之更名为反贪污贿赂局。至此终于形成了从中央到地方的各级人民检察院反贪污贿赂机构的完整体系。截至1995年底，中华人民共和国共有28个省级检察院，296个分、州、市检察院，1283个县、区检察院成立了反贪局。
2000年7月，经中央批准，最高人民检察院机关机构改革方案实施。该方案规定，最高人民检察院的内设业务机构有：侦查监督厅、公诉厅、反贪污贿赂总局、渎职侵权检察厅、监所检察厅、民事行政检察厅、控告检察厅（对外挂牌称最高人民检察院举报中心）、刑事申诉检察厅、铁路运输检察厅、职务犯罪预防厅。
最高人民检察院反贪污贿赂总局成立后，先后参加查办了原北京市副市长王宝森案、原中共贵州省委书记刘方仁案、原浙江省副省长王钟麓案、原黑龙江省政协主席韩桂芝案、原中共上海市委书记陈良宇案等大案要案。但最高人民检察院反贪污贿赂总局的级别仅为局级，不能适应反腐败工作的需要。为加强反腐败工作，2007年，中华人民共和国又成立了国家预防腐败局，为国务院直属机构，负责全国预防腐败工作，在中华人民共和国监察部加挂牌子，局长由监察部部长兼任。此外，中共各级纪委在反腐败工作中也日益重要。但是，力量分散的多个反腐败机构无法适应形势。所以2013年8月27日，中共中央政治局召开会议决定中共十八届三中全会议程时指出，“要改革党的纪律检查体制，加强反腐败工作体制机制创新”。2014年改革前，最高人民检察院反贪污贿赂总局（正厅级）机关内设机构有：办公室、侦查一处、侦查二处、业务指导处、指挥中心。
2014年11月3日，最高人民检察院副检察长邱学强表示，最高人民检察院反贪污贿赂总局自1995年设立后，经过将近20年的发展，机构设置不合理、案多人少、力量分散、统筹乏力、装备落后等问题逐渐凸显出来，需要改革。中共中央已正式批准中共最高人民检察院党组提出的改革方案，改革将整合力量、优化职能，成立新的反贪总局，为副部级单位，局长将由一名副部级最高人民检察院检察委员会专职委员兼任。
2018年中华人民共和国国家监察委员会成立后，原最高人民检察院反贪污贿赂总局的职能将并入国家监察委员会，至此反贪总局正式写入历史。同年2月23日，最高人民检察院召开全院干部大会，欢送反贪污贿赂总局转隶人员。根据安排，原反贪总局工作人员将转至国家监察委员会工作。

## 職責
最高人民检察院反贪污贿赂总局的职责是；
1. 负责对全国检察机关办理贪污贿赂、挪用公款、巨额财产来源不明、隐瞒境外存款、私分国有资产、私分罚没财物等犯罪案件侦查、预审工作的指导；
2. 参与重大贪污贿赂等犯罪案件的侦查；
3. 直接立案侦查全国性重大贪污贿赂等犯罪案件；
4. 组织、协调、指挥重特大贪污贿赂等犯罪案件的侦查；
5. 负责重特大贪污贿赂等犯罪案件的侦查协作；
6. 研究分析全国贪污贿赂等犯罪的特点、规律，提出惩治对策；
7. 承办下级人民检察院反贪污贿赂工作中疑难问题的请示；
8. 研究、制定贪污贿赂检察业务工作细则、规定[7]。

## 内设机构
最高人民检察院反贪污贿赂总局机关内设机构有：
- 一局
- 二局
- 三局
- 四局

## 历任领导
最高人民检察院经济检察厅厅长
1. 郗占元（1979年－1982年）

最高人民检察院法纪经济检察厅厅长
1. ？（1982年－1985年）
2. 谢宝贵（1985年－1988年）

最高人民检察院经济检察厅厅长
1. 谢宝贵（1988年－1989年）

最高人民检察院贪污贿赂检察厅厅长
1. 赵登举（1989年－1993年）
2. 罗辑（1993年－1995年）

最高人民检察院反贪污贿赂总局局长
1. 罗辑（1995年－1997年）
  - （空缺期，1997年－2002年，先后由副局长戴玉忠、敬大力主持工作）
2. 张建南（2002年－2004年）
3. 王建明（2004年－2009年）
4. 陈连福（2009年－2013年）
5. 徐进辉（2013年[3]－2018年，2014年明确为副部长级）

## 以反贪总局为题材的影视作品
- 2017年首播电视剧《人民的名义》